# بناويلة (نمة شير)
بناویلة (بالفارسية: بناویله کهنه) هي قرية تقع في إيران في قسم نمة شیر الريفي. يقدر عدد سكانها بـ 0 نسمة بحسب إحصاء 2016.